# Leucostoma effrenatum
Leucostoma effrenatum là một loài ruồi trong họ Tachinidae.